# 剰余金
会社法・会計上における剰余金（じょうよきん）は、純資産から、資本金、資本準備金を控除した金額である。剰余金は分配可能額算定の基礎となる。以下、会社法は条数のみ記載する。
また財政法上の剰余金も存在する。

## 概要
株主は基本的な権利として剰余金の配当を受ける権利を有する（第105条1項1号）。すなわち会社法上における剰余金は株主へ分配可能な資金である。その額は純資産から資本金・準備金等を控除した額と定義される（第446条）。
株主資本は払込資本と留保利益に分類され、さらに払込資本は資本金とその他に分類される。ゆえに会計上において資本剰余金と利益余剰金が定義される。資本剰余金は資本準備金を含んでおり、これは会社法上における余剰金に含まれていないのに注意が必要である。

## 会社法
2006年（平成18年）5月1日施行の会社法で定められた剰余金の取扱いについて、箇条書きにて記す。詳しくは条文を直接参照のこと。
- 株式会社は、剰余金の配当について異なる定めをした種類株式を発行することができる（第108条）。
- 公開会社でない株式会社は、剰余金の配当を受ける権利について、株主ごとに異なる取扱いを行う旨を定款で定めることができる（第109条）。
- 資本金の額及び準備金の額(第445条)。
- 剰余金の算出方法（第446条）。
- 資本剰余金の額を減少して、資本金の額を増加することができる（第450条、会社計算規則第48条）。
- 剰余金の額を減少して、準備金の額を増加することができる（第451条）。
- 株主総会の決議によって損失の処理、任意積立およびその他の剰余金の処分をすることができる（第452条）。
- 剰余金の配当（従来の利益配当）に関する手続について（第453条から第465条）。
- 株式会社は、剰余金の配当をしようとするときは、その都度、株主総会決議によって、配当財産の種類及び帳簿価額の総額等を定めなければならず、当該株式会社の株式、社債、新株予約権は配当財産とすることが出来ない(第454条)。
- 配当等の制限(第461条)。

## 種類
資本剰余金
新株発行、資本の修正等の資本取引から生じた剰余金。
- 資本準備金
- その他資本剰余金
  - 資本金及び資本準備金減少差益
  - 自己株式処分差益　など

利益剰余金
損益取引から生じた剰余金で利益の留保額。
- 利益準備金
- その他利益剰余金
  - 任意積立金（別途積立金、配当平均積立金、設備拡張積立金など）
  - 繰越利益剰余金[2]

## 歴史
2005年 (平成17年) 改正前の商法において、剰余金とは、株式会社で、貸借対照表貸方「資本の部」を構成する区分の一つであり、資本の部は資本金、資本剰余金、利益剰余金に区分されていた (商法施行規則旧第88条)。会社法においては、改正前商法の配当可能利益、利益配当に代わる概念として分配可能額、剰余金の配当という用語が採用されたため、剰余金という用語が会社の財務政策を論じる上で一層重要な概念となった。

## 財政法
財政上、一会計年度における収納済歳入額から支出済歳出額を差し引いた残額で（歳計剰余金）、翌年度の歳入に繰入れとなる（財政法第41条、地方自治法第233条の2）。但し、地方自治体の財政においては、条例や議会の議決により、剰余金の全部又は一部を翌年度に繰り越さないで基金に編入することができる。
また、歳計剰余金から歳出繰越財源所要額と税の増収による地方交付税総額の増加額を差し引いたもので（純剰余金）、その半分以上を翌翌年度までに、国の財政においては公債・借入金の償却の財源に、地方自治体の財政においては、積み立て、又は償還期限を繰り上げて行なう地方債の償還の財源に充てなければならない（財政法第6条、地方財政法第7条）。